# Uma Devi Badi
Uma Devi Badi, née en 1965 à Thapagaun au Népal, est une militante et femme politique népalaise, membre de l'Assemblée provinciale de Sudurpashchim Pradesh au Népal. 
Militante des droits humains, elle dirige le « mouvement Badi ». Elle milite pour la reconnaissance des droits de la communauté Badi, demande la fin de l'intouchabilité et de la prostitution, et revendique le droit à la propriété foncière et à la citoyenneté. Elle est élue députée à l'Assemblée provinciale en 2017.

## Biographie

### Jeunesse
Uma Devi Badi est née en 1965 à Thapagaun, dans le district de Salyan au Népal. Dès son plus jeune âge, elle commence sa vie de prostituée, la seule profession disponible pour les femmes de la caste Badi à cette époque. À 21 ans, elle épouse Prem Bhatta, de la caste brahmane . Leur mariage inter-caste a créé un scandale à l'époque, puisque la caste Badi est considérée comme l'une des plus basses du Népal et est traitée comme intouchable. Uma Devi Badi n'a pas d'enfants, mais élève deux des fils de sa sœur. 

### Militantisme
Uma Devi Badi refuse de se contenter des attentes de la société à l'égard des femmes de sa caste et échappe à la vie de prostituée pour travailler à offrir à sa communauté de meilleures opportunités pour leur avenir. À l'âge de 40 ans, avec le soutien d'Action Aid, elle prend la direction de l'organisation locale Community Support Group et crée un foyer pour 25 garçons et filles de la caste Badi dans une propriété louée à Tikapur, dans l'ouest du Népal. Les enfants y sont logés, envoyés à l'école locale et reçoivent un soutien supplémentaire après l'école avec leurs compétences en lecture et en calcul. Le succès de ce projet conduit à un projet plus vaste qui a pour objectif l'accueil de plus de 100 enfants.
Deux ans après la création du foyer, en 2007, Uma Devi Badi est devenue la dirigeante d'un mouvement de protestation pour les droits de la communauté Badi. Ce mouvement se fait connaître sous le nom de « mouvement Badi de 48 jours ». Pendant cette période, Uma Devi Badi emmène environ 500 militants Badi de 23 districts de leurs villages du Singha Durbar jusqu'à Katmandou. À leur arrivée, ils organisent des manifestations pacifiques devant le bureau du Premier ministre et le temple de Pashupatinath. Leurs demandes sont que le gouvernement promulgue l'ordonnance de la Cour suprême de 2005 pour améliorer les conditions de vie de la communauté Badi avec une liste de 26 points à traiter. 
Les améliorations attendues sont notamment la fin de la prostitution et de l'intouchabilité, la possibilité d'un abri permanent pour une communauté sinon nomade, l'enregistrement de leurs naissances et la citoyenneté au nom de la mère pour leurs enfants. Comme leurs demandes restent sans réponse, Uma Devi Badi intensifie la manifestation, enlevant en levant une partie du haut de ses vêtements et les suspendant à la porte du siège du gouvernement tout en scandant des slogans. D'autres femmes de la manifestation suivent son exemple. Ce comportement a attiré l'attention des médias et la question reçoit une couverture internationale obligeant le gouvernement à agir. Le 10 septembre 2007, le gouvernement accepte de rencontrer Uma Devi Badi et de travailler à l'introduction d'un programme résidentiel public pour la communauté Badi.
En reconnaissance de son action militante, elle est répertoriée comme l'une des 100 femmes de la BBC en 2018,.

### Élections de 2017
En 2017, Uma Devi Badi est élue députée à l'Assemblée nationale de la province n° 7 qui devient en 2018 la province de Sudurpashchim Pradesh. Elle est ainsi la première représentante élue de la communauté Badi. Uma Devi Badi s'est présentée aux élections en déclarant que depuis 2007, les efforts du gouvernement népalais sont lents à améliorer les conditions de vie, l'éducation et les opportunités pour la communauté Badi. Uma Devi Badi déclare qu'elle espère accélérer ces changements en travaillant avec le gouvernement provincial.